# Fouta Djallon

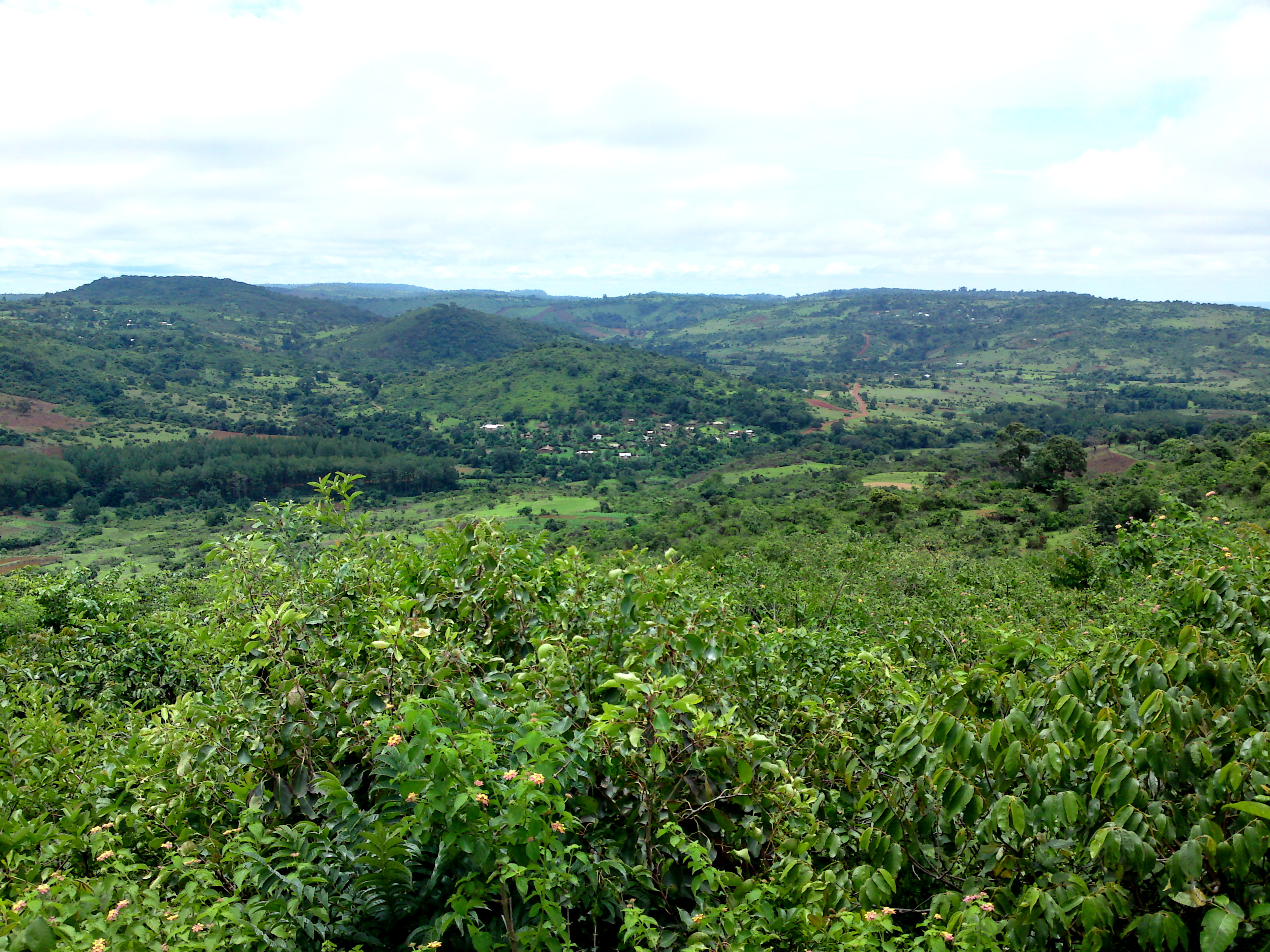
Vy över Fouta Djallon

Fouta Djallon, även känd som Futa Jallon, är ett högland i centrala Guinea. Höglandet är centrerat runt prefekturerna Labé och Dalaba, men omfattar även Télimélé, Mali och Tougué.
Många stora västafrikanska floder har sin källa i Fouta Djallon och därför kallas området ofta för "Västafrikas vattentorn". De största av floderna som har sin upprinnelse här är Senegalfloden, Gambiafloden, Nigerfloden, Rio Corubal, Great Scarcies och Little Scarcies. Floderna är i sin tur viktiga vattenkällor för ett flertal länder i Västafrika, nämligen: Gambia, Guinea, Guinea-Bissau, Mali, Mauritanien, Niger, Sierra Leone och Senegal. Nigerfloden rinner även genom Nigeria där den har sitt delta.

## Avgränsning
Det finns ingen entydig definition av Fouta Djallons exakta utbredning som alla forskare är överens om. Från ett topografiskt perspektiv anser många geomorfologer att Fouta Djallon främst ligger i naturzonen känd som centrala Guinea. Det finns även de som kopplar höglandet till höglandet Guinean Dorsal, som ligger längre åt sydost, närmre gränsen till Sierra Leone och Liberia.